# Semiothisa perplexata
Semiothisa perplexata là một loài bướm đêm trong họ Geometridae.